# Willibald Ruch

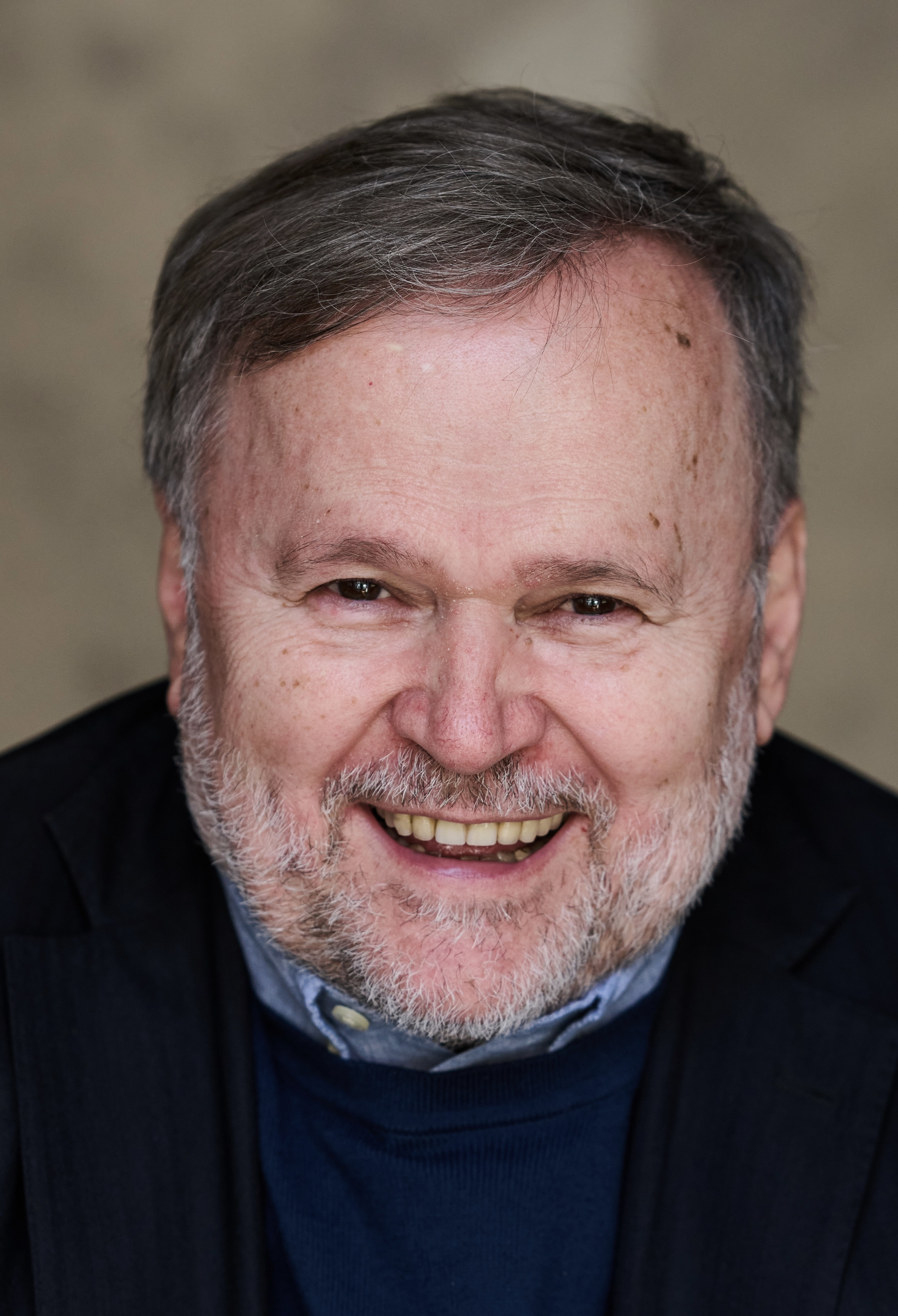
Willibald Ruch 2024

Willibald Ruch (* 22. Juli 1956 in Kühnsdorf, Kärnten) ist Psychologe und Professor für Persönlichkeitspsychologie und Diagnostik an der Universität Zürich. Zu seinen Forschungsschwerpunkten gehören die Positive Psychologie und die Erforschung des Humors.

## Leben
Willibald Ruch studierte nach Schulbesuch in Kühnsdorf und Klagenfurt (Abitur 1974 am Bundesrealgymnasium Klagenfurt) von 1973 bis 1975 Konzertgitarre am Kärntner Landeskonservatorium Klagenfurt und war 1974–1975 als Lehrer am Bundesrealgymnasium Klagenfurt im Unterrichtsfach Instrumentalmusik tätig. Von 1975 bis 1980 studierte er am Institut für Psychologie (Vorstand: Erich Mittenecker) der Karl-Franzens-Universität in Graz und wurde 1980 an der naturwissenschaftlichen Fakultät zum Dr. phil. promoviert. 1976 verbrachte er einen Studienaufenthalt am Department of Psychology und Department of Statistics an der Miami University in Oxford (Ohio), USA.
Ruch war 1981–1983 Wissenschaftlicher Mitarbeiter bei Franz-Josef Hehl am Lehrstuhl für Experimentelle Biologische Psychologie der Heinrich-Heine-Universität Düsseldorf und 1983–1989 Hochschulassistent am Lehrstuhl II des Psychologischen Institutes der Universität Düsseldorf. Von 1989 bis 1991 war er Wissenschaftlicher Mitarbeiter am Institut für Physiologische Psychologie der Universität Düsseldorf. Ruch habilitierte sich 1991 an der Mathematisch-Naturwissenschaftlichen Fakultät der Heinrich-Heine-Universität Düsseldorf zum Thema Die Emotion Erheiterung: Ausdrucksformen und Bedingungen.
1992–1998 war er Stipendiat im Heisenberg-Programm der Deutschen Forschungsgemeinschaft (DFG) und arbeitete im Labor von Paul Ekman an der University of California, San Francisco (UCSF). 1999 wurde zum außerplanmäßigen Professor der Mathematisch-Naturwissenschaftlichen Fakultät der Heinrich-Heine-Universität Düsseldorf berufen.
Von 2000 bis 2002 war Willibald Ruch Senior Lecturer für individual differences / motivation & emotion an der School of Psychology, Queen’s University of Belfast.
2002 erfolgte der Ruf zum ordentlichen Professor am Psychologischen Institut der Universität Zürich, wo er bis heute tätig ist.

## Forschungsschwerpunkte
Ruchs Forschungsschwerpunkte betreffen Themen der Differenziellen Psychologie und der Diagnostik, insbesondere der Positiven Psychologie, und die Erforschung des Humors. Im Bereich der Positiven Psychologie beforscht Ruch Charakterstärken und Tugenden sowie die verschiedenen Orientierungen zum Glück, wobei Fragebogen zur Selbsterkundung bereitgestellt werden.
Er ist Gründungsmitglied der International Positive Psychology Association (IPPA), deren Vorstand er angehörte. Seit 2015 Ist er IPPA Fellow (dieser Titel wird an diejenigen Personen vergeben, welche die wissenschaftliche Forschung im Bereich der Positiven Psychologie maßgeblich vorangebracht haben) und gegenwärtig im Council of Advisors.
Im Bereich Humor und Lachen untersucht Ruch den Sinn für Humor, Erheiterung als Emotion, die Angst vor dem Ausgelachtwerden (Gelotophobie) und Heiterkeit als Merkmal und Zustand. Seit 1995 ist Ruch Mitherausgeber der Buchreihe Humor Research zusammen mit Victor Raskin, sowie weiterer Zeitschriften im Bereich Differenzielle Psychologie, Diagnostik und Positiver Psychologie. Er ist auch Mitherausgeber von Humor-International Journal of Humor Research. 2001 gründete Ruch die  International Summer School and Symposium of Humour and Laughter, welche seitdem jährlich abgehalten wird. Im Jahr 2002 war er Präsident der International Society of Humour Studies.

## Veröffentlichungen
Ruch hat über 250 wissenschaftliche Arbeiten zu den Bereichen Humor, Lachen, Heiterkeit, positive Emotionen, Charakter und Persönlichkeit verfasst und Erfassungsinstrumente erstellt. Willibald Ruch und sein Team gehören nach Einschätzung des RPP Instituts zu den aktivsten Forschungsgruppen im Bereich der Positiven Psychologie weltweit.
Bücher:
- Als Herausgeber mit Arnold B. Bakker, Louis Tay und Fabian Gander: Handbook of Positive Psychology Assessment. Hogrefe, Göttingen 2022, ISBN 978-0-88937-619-9.
- Halb so lustig: Meine abenteuerliche Reise in die Welt des Humors. Ecowin, Salzburg 2015, ISBN 978-3-7110-0067-5.
- als Herausgeber: The Sense of Humor: Explorations of a Personality Characteristic. De Gruyter Mouton, Berlin 2007, ISBN 978-3-11-019829-4 (= Reihe Humor Research, Band 3).

## Belege
1. ↑  Prof. Dr. Willibald Ruch. In: psychologie.uzh.ch. Abgerufen am 1. September 2024.
2. ↑  IPPA Council of Advisors. In: ippanetwork.org. Abgerufen am 9. September 2024 (englisch, Seite 2).
3. 1 2  Willibald Ruch. RPP Institut, abgerufen am 9. September 2024.
4. ↑  Humour Summer School. humoursummerschool.org; abgerufen am 14. Dezember 2011.
5. ↑  ISHS Home Page. (Memento vom 11. Januar 2010 im Internet Archive) hnu.edu; abgerufen am 14. Dezember 2011.

| Personendaten    | Personendaten                                                                                    |
| ---------------- | ------------------------------------------------------------------------------------------------ |
| NAME             | Ruch, Willibald                                                                                  |
| KURZBESCHREIBUNG | Psychologe und Professor für Persönlichkeitspsychologie und Diagnostik an der Universität Zürich |
| GEBURTSDATUM     | 22. Juli 1956                                                                                    |
| GEBURTSORT       | Kühnsdorf, Kärnten                                                                               |